# Drusus popovi
Drusus popovi är en nattsländeart som beskrevs av Kumanski 1980. Drusus popovi ingår i släktet Drusus och familjen husmasknattsländor. Inga underarter finns listade i Catalogue of Life.